# Gorges de l'Infernet
Pour les articles homonymes, voir Infernet (homonymie).
Les gorges de l'Infernet sont des gorges de France situées en Isère, en amont du Bourg-d'Oisans, sur le cours de la Romanche.

## Géographie
Les gorges sont situées dans le Sud-Est de la France et de l'Isère, dans les Alpes, entre le massif des Grandes Rousses au nord et celui des Écrins au sud. Elles sont parcourues par la Romanche, affluent de l'Isère via le Drac, entre le Freney-d'Oisans en amont au nord-est et la plaine du Bourg-d'Oisans en aval au sud-ouest. Sur environ cinq kilomètres, elles se frayent un passage sinueux entre les montagnes, passant de 900 à 750 mètres d'altitude. Les gorges sont dominées par de nombreux villages et hameaux établis à mi-pente, notamment les Châtains, les Certs, les Cours et la station de sports d'hiver d'Auris en rive droite et Mont-de-Lans, Bons ou encore les Travers sur la commune des Deux Alpes en rive gauche.
Les gorges sont empruntées par les routes départementales 213, 220 et 1091 en rive gauche et la route départementale 211 en rive droite. Très sauvages, les seuls aménagements présents dans les gorges sont représentés par la centrale hydroélectrique de Saint-Guillerme et le barrage du Clapier situé à la sortie des gorges.
La rive droite et une partie de la rive gauche des gorges constituent une ZNIEFF de type I.

## Histoire
Les gorges constituent un obstacle naturel aux communications dans l'Oisans le long de la Romanche, notamment entre le secteur de la Grave et le reste de la vallée en aval, mais également entre le Dauphiné et le Briançonnais via le col du Lautaret à l'est.
Ainsi, la création d'une route dans les gorges remonte aux Romains — dont la porte romaine de Bons constitue l'un des vestiges. Elle sera élargie et aménagée à maintes reprises au cours des siècles, notamment au début du XIXe siècle avec un nouveau tracé plus proche de la rivière, délaissant l'ancienne route passant par Mont-de-Lans. L'essor de la houille blanche dans les vallées alpines au cours du XXe siècle voient la construction dans les années 1930 du barrage du Clapier et de la première centrale hydroélectrique de Saint-Guillerme à l'extrémité aval des gorges ainsi que le barrage du Chambon en amont des gorges. La capacité de ces installations est augmentée dans les années 1980 avec la création d'une seconde centrale à Saint-Guillerme, cette fois-ci souterraine en remplacement de celle en surface qui est désaffectée.

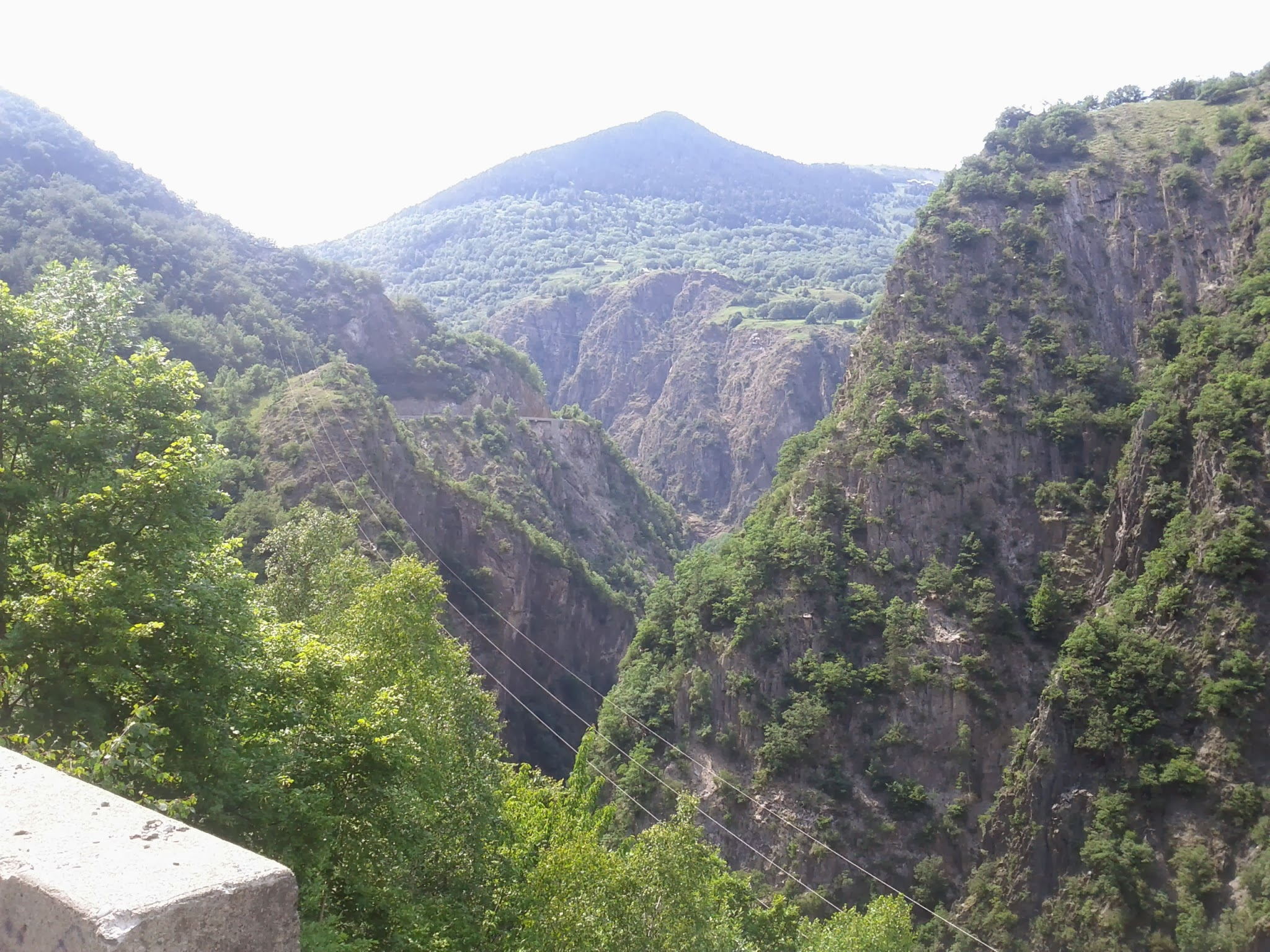
Paysage des gorges.

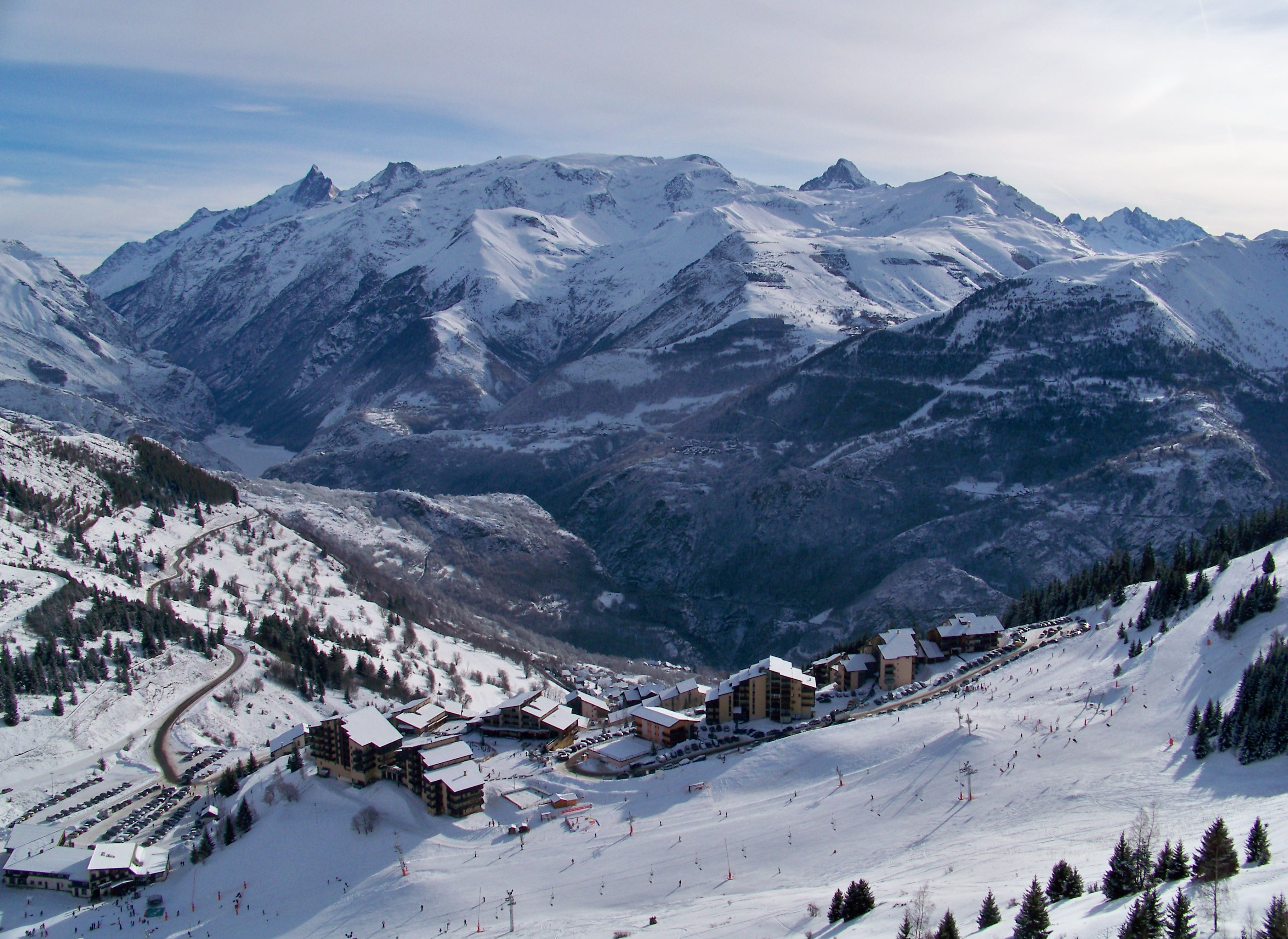
Vue hivernale de la partie amont de gorges de l'Infernet en contrebas d'Auris et dominée par les sommets du massif des Écrins.